# دومین مرگ
دومِـین مرگ (انگلیسی: Death domain) یا به‌اختصار «DD»، یک حوزه یا بخش ساختاری از پروتئین است که در برخی فعل‌وانفعالات خاص آن شرکت می‌کند و از ۶ مارپیچ آلفا تشکیل شده‌است. دومین مرگ، زیرواحدی از یک موتیف پروتئینی موسوم به تاشدگی (چین) مرگ است که از لحاظ ساختمانی و توالی ترکیبی، با دومین مجری مرگ (DED) و همچنین دومین بکارگیرنده و جذب کاسپازها یعنی CARDs در ارتباط است و مسیرهای عملکردی و خواص تعاملی مشابه و یکسانی دارند. دومِـین‌های مرگ با اتصال به یکدیگر، «اولیگومر» می‌سازند.
پستانداران پروتئین‌های دارای دومِـین مرگِ فراوان و گوناگونی هستند. در درون این پروتئین‌ها، دومِـین مرگ در ترکیب با دومین‌های دیگری همچون CARDs، دومین‌های مجری مرگ، تکرارهای آنکرین، تاشدگی‌های متصل‌شونده به کاسپاز، دومین‌های کیناز، زیپ‌های لوسین، توالی‌های غنی از لوسین، دومین‌های TIR و ZU5 دیده می‌شوند.
برخی پروتئین‌های حاوی دومِـین مرگ، از طریق تعامل با کاسپازها و NF-κB، در تنظیم آپوپتوز، التهاب، نقش دارند که لازمه‌اش، انجام فعل‌وانفعالاتی با فاکتور نکروز تومور و گیرنده سیتوکین است. در انسان ۸ گیرنده از مجموعِ ۳۰ گیرندهٔ TNF شناخته‌شده، در انتهای سیتوپلاسمی خود دارای دومینِ مخصوص برای اتصال به «دومین مرگ» هستند که تعدادی از آنها جهت پیام‌دهی (سیگنالینگ) از روشِ فعال‌سازیِ کاسپازها استفاده می‌کنند.
پروتئین‌های حاوی دومِـین مرگ همچنین با دستگاه ایمنی ذاتی مرتبط هستند و از طریق پروتئین‌های واسطی چون «MyD88»، با گیرنده‌های تی‌ال‌آر ارتباط برقرار می‌کنند.